# Złotowłos
Złotowłos (Polytrichastrum G.L.Sm.) – rodzaj mchów z rodziny płonnikowatych.

## Morfologia
Są to mchy średniej wielkości do tęgich, tworzące luźne darnie. Łodyżki wyprostowane, rzadko rozdwojone wyrastają z krótkiego podziemnego kłącza. Listki składają się z przylegającej do łodyżki, nie zawierającej chlorofilu pochewki o błoniastych brzegach oraz wąskich, lancetowatych i ostro zakończonych blaszek. Na szczycie często z ząbkowaną ością, rzadziej wierzchołek kapturkowaty. Lamelle na listku liczne i gęsto upakowane na niemal całej powierzchni całobrzegiej blaszki. 
Gametofit ma takie same cechy jak gametofit rodzaju Polytrichum (płonnik) w wąskim znaczeniu; różnią się one za to cechami sporofitu.
Sety są pojedyncze. Puszki zarodnikowe cylindryczne lub 4-, albo 6-kątne z 64-krotnym perystomem. Apofiza (rozszerzenie sety bezpośrednio pod puszką zarodni) nie jest oddzielona zwężeniem od puszki zarodni. Zarodniki brodawkowate.

## Rozmieszczenie geograficzne
Złotowłosy występują głównie w klimacie chłodnym umiarkowanym do polarnego, głównie na półkuli północnej, znacznie rzadziej na południowej.

## Systematyka
Gatunki z tego rodzaju były włączane do rodzaju płonnik Polytrichum dopóki G.L. Smith w 1971 roku na bazie różnic morfologicznych (cech peristomu) nie zdecydował się na ich oddzielenie. Wyróżnia się 16 gatunków w obrębie rodzaju:
Wykaz gatunków według The Plant List
- Polytrichastrum alpiniforme (Cardot) G.L. Sm.
- Polytrichastrum alpinum (Hedw.) G.L. Sm.
- Polytrichastrum altaicum Ignatov & G.L. Merr.
- Polytrichastrum appalachianum (L.E. Anderson) G.L. Merr.
- Polytrichastrum emodi G.L. Sm.
- Polytrichastrum formosum (Hedw.) G.L. Sm. – złotowłos strojny
- Polytrichastrum longisetum (Sw. ex Brid.) G.L. Sm.
- Polytrichastrum norwegicum (Hedw.) Schljakov
- Polytrichastrum ohioense (Renauld & Cardot) G.L. Sm.
- Polytrichastrum pallidisetum (Funck) G.L. Sm.
- Polytrichastrum papillatum G.L. Sm.
- Polytrichastrum sexangulare (Flörke ex Brid.) G.L. Sm.
- Polytrichastrum sphaerothecium (Besch.) J.-P. Frahm
- Polytrichastrum tenellum (Müll. Hal.) G.L. Sm.
- Polytrichastrum torquatum Mitt. ex Osada & G.L. Sm.
- Polytrichastrum xanthopilum (Wilson ex Mitt.) G.L. Sm.